# Nouara
Nouara, de son vrai nom Hamizi Zahia, née le 15 août 1945 à Azazga (Wilaya de Tizi-Ouzou, Grande Kabylie, Algérie), est une chanteuse algérienne.

## Biographie
Sa famille s'installe à la Casbah d'Alger. Elle fait ses débuts de chanteuse en 1963 en participant à l’émission enfantine de Abedelmadjid Bali où elle fredonne des chansonnettes comme Afus a Lênber, puis à l'émission Music Hall de Radio de Taleb Rabah où elle interprète les chants de Bali tout en lisant à l'antenne le courrier des lecteurs.

Sa voix lui ouvre les portes de l'univers artistique de Chérif Kheddam qui lui confie ses textes et ses musiques : 

« Da Chrif faisait des essais de voix pour plusieurs personnes dont moi pour réaliser des chansonnettes pour enfants. Le lendemain, il m’a donné la chanson ‘’Ayen ur tezrid’‘ (Ce que tu ignorais) que je dois répéter et chanter devant un grand orchestre. C’était en 1965. »

Elle chante en duo avec Da Cherif, notamment nemfaraq ur nxemmem (On s’est quitté sans réfléchir), ula d nek yuâr ad ttugh ( Ce n’est pas évident pour moi de t’oublier). Nouara chante également avec Farid Ferragui et Matoub Lounès dans les années 1990. Ses chansons préférées restent néanmoins, selon ses dires, win i tûzadh yejja k iruh , lewjab ik m id yehder yidh  et surtout Acewwiq a tin yuran deg ixef iw avec Chérif Kheddam.
Nouara est aussi comédienne : en 1969 à la radio algérienne d’expression amazighe, elle interprète plusieurs rôles dans les pièces de théâtre radiophonique de la chaîne II, radio où elle animait durant les années 1970 l’émission féminine Urar Lxalat (Place aux femmes).
Nouara a été influencée à ses débuts par une grande dame de la chanson kabyle des années 1950 et 1960 Ourida : « La voix de Ourida était très belle. J’ai essayé pendant longtemps de l’imiter. »
Elle entretient une relation très forte avec son public. Depuis 1967, elle anime des galas à Alger, en Kabylie, à Oran et un peu partout en Algérie avec Chérif Kheddam. Son dernier gala remonte à 1996 à Tizi-Ouzou.
Elle se retire de la scène en 2005 puis fait son retour en 2009. C'est ainsi que le 26 mai 2012, elle participe à Montréal au Festival culturel nord-africain pour rendre hommage à Cherif Kheddam. Elle redonne des concerts comme à Tizi-Ouzou en 2012 et à Paris en 2014.

## Distinctions
- En 2012, à l’initiative du ministère de la Culture, l’Office de Riadh El-Feth (Oref) lui rend hommage[3].
- En 2017, l’Office national des droits d’auteur et des droits voisins (Onda) lui remet un trophée lors d'un récital organisé à Béjaïa en son honneur[4].